# Dan Farcaș
Dan D. Farcaș (nume complet: Dezideriu Dan Farcaș; n. 1 aprilie 1940, Reșița) este un matematician, informatician, scriitor, cercetător român al fenomenului OZN și al civilizațiilor extraterestre.

## Biografie
A  absolvit liceul poreclit „Bastilia” (azi Colegiul Național ”Diaconovici-Tietz”) din Reșița, în 1956. A absolvit în 1960 facultatea de matematică și fizică din cadrul institutului care a devenit în 1962 Universitatea de Vest din Timișoara. Are un doctorat în matematici la Universitatea București în 1979. A mai urmat stagii de specializare: la firma IBM: București, 1968, Paris, 1969, Bonn, 1971; la Sophia Antipolis (Franța), 1996; la alte cursuri în: programare, teleactivități, modelare matematică în sănătate, economie de sănătate, demografie etc. 
Între 1960-62 a fost profesor de matematică și fizică la liceele din Gătaia și Deta (jud. Timiș). 
Din 1962 până în 1967 a lucrat ca informatician la calculatorul electronic MECIPT-1, de la Institutul Politehnic din Timișoara, (actualmente Universitatea Politehnica Timișoara), unde a realizat, între alte lucrări, primele simulări de rețele neuronale din România. A primit ajutor sau informații în acest scop de la Grigore C. Moisil, Eduard Pamfil, Victor Săhleanu, Edmond Nicolau, Constantin Bălăceanu-Stolnici  și Vasile Baltac. A condus, la același Institut, ca asistent, semninarii de bazele matematice ale calculatoarelor și de programare în cod-mașină, la primele trei serii de ingineri în calculatoare din România. 
Mutându-se în septembrie 1967 la București la Centrul pentru perfecționarea cadrelor de conducere din întreprinderi CEPECA, a condus și a realizat, din 1968, mari proiecte de informatizare, între care, între 1971-1975 primul sistem informatic al Ministerului Sănătății, iar între 1978-1982 sistemul informatic SISTEH - pentru știință și tehnologie (în subordinea CNȘT). A predat la CEPECA cursuri de informatică, între care, începând din 1969, primele cursuri de limbaj COBOL din România.  
A fost asistent (plata cu ora) la Academia de Studii Economice, Facultatea de Cibernetică Economică, disciplina „Sisteme informatice de conducere” (1971-1973).  
Între 1983 și 1990 a fost analist și șeful colectivului de metode matematice în ocrotirea sănătății la Centrul de Calcul și Statistică Sanitară al Ministerului Sănătății. În această calitate a condus și a realizat simulări pe calculator ale unor epidemii sau scenarii demo-economice, prognoze etc. A elaborat o metodologie pentru calculul eficienței sociale a acțiunilor sanitare.
În 1990-91 a fost director și expert instructor la Institutul Român de Management (IROMA,1990), urmașa CEPECA. 
Din 1991 a revenit  la Centrul de Calcul și Statistică Sanitară, fiind director (1997-1998), director adjunct pentru IT (1991-1994, 2001-2002), șef de serviciu pentru cercetare și strategii (1994-1996, 1998-2001, 2003-2010) și șef al mai multor proiecte naționale de informatică de sănătate. 
A fost consilier temporar al Organizației Mondiale a Sănătății pentru două proiecte (1997-2001) și expert în grupul de lucru privind interoperabilitatea e-sănătății al Direcției Generale Societatea Informațională și Mass-Media a Comisiei Europene, fiind și autorul a două rapoarte de țară despre informatica de sănătate din România, pentru Comisia Europeană (2006-2010). Pensionar începând din septembrie 2010. 
Cercetător științific principal I, grad conferit de Comisia Națională de Informatică, Institutul de cercetări în informatică Nr.122 din 8.02.1995.
Expert la Comisia Națională de Informatică (part time, pentru audituri și proiecte) (1991-1999).
Expert și consilier I (part-time) la Ministerul Cercetării și Tehnologiei, pentru strategii de cercetare-dezvoltare în România (1994-2000).
A fost ales în 1991 membru corespondent, iar în 1993 membru titular al Academiei de Științe Medicale. A fost președintele Comisiei de Informatică al Academiei de Științe Medicale (1991-2002), iar în prezent este vicepreședintele Comisiei de informatică medicală și protecția datelor Arhivat în 6 iulie 2022, la Wayback Machine..  În perioada 1991-2010 a fost vicepreședinte al Societății Române de Informatică Medicală. Din 2012, este membru al Comitetului Român de Istoria și Filosofia Științei și Tehnicii al Academiei Române, Divizia de Logică, Metodologie și Filosofia Științei.
Din 2021 este vicepreședintele Comisiei de Biometrie a Academiei Române
Membru fondator, în 2006, al Centrului de Studii pentru Științele de Graniță, în cadrul Comisiei pentru România al UNESCO.
Începând cu anul 1966 s-a făcut remarcat prin publicarea unor povestiri SF, în primii ani sub pseudonimul Dan Arcașu. Din anul 1998 a fost vicepreședintele, iar din 2011 este președintele Asociației pentru Studiul Fenomenelor Aerospațiale Neidentificate (ASFAN). Din 2021 este reprezentant pentru România în Coaliția internațională pentru cercetare extraterestră (International Coalition for Extraterrestrial Research - ICER) Arhivat în 27 mai 2022, la Wayback Machine.
A publicat, în țară și străinătate, circa 40 de cărți în domenii precum informatică, matematică, eseuri, ufologie, memorialistică. A publicat peste 1400 de articole, în principal de popularizare, majoritatea în: Magazin, Știință și Tehnică, Contemporanul (1973-1981), Curtea de la Argeș (din 2010-prezent), dar și în publicații de specialitate, inclusiv în străinătate. A participat la numeroase emisiuni radio și tv, inclusiv în străinătate, multe dintre ele legate de fenomenul OZN și de ipoteticele civilizații extraterestre. 
Cartea Informatica medicală, la care e coautor, a fost distinsă în 1991 de către Academia Română cu premiul Gheorghe Marinescu.
Căsătorit în 1967 cu Maria-Magdalena Farcaș (n. 1944). Au o fiică Oana-Maria Leanca (n.1970). 
Dan D. Farcaș este, din 2006, cetățean de onoare al municipiului Reșița.

## Cărți publicate
- Ce limbaje cunosc calculatoarele electronice? (Ed. Didactică și Pedagogică, București, 1971)
- Calculatorul electronic și gândirea umana (Ed. Albatros, București, 1978)
- Autoinstruire în programare (coautor, Ed. Tehnică, București, 1982)
- De ce tac civilizațiile extraterestre? (Ed. Albatros, București, 1983)
- Automate aleatoare cu utilități (Ed. Științifică și Enciclopedică, București, 1987)
- Cui i-e frica de calculatorul electronic? (Ed. Albatros, București, 1987)
- Informatica medicală (coautor, Ed. Medicală, București, 1988)
- Extratereștrii printre noi? (Ed. pentru Turism, București, 1991)
- Sinergetica gândirii (Ed. All, București, 1994)
- Sfidarea extraterestră (Ed. RAI Coresi, București, 1995)
- Întâlniri de gradul IV (Ed. Teora, București,1996; ed2 Ed. Miracol, București, 1997)
- Introducerea și comentariile la Cartea lui Enoh (Ed. Miracol, București, 1997)
- OZN-uri de pe celălalt tărâm (Ed. Teora, București, 1999)
- În pragul invaziei extraterestre (Ed. Bogdana, București, 2002)
- Enigma OZN (Ed. Nemira, București, 2003)
- Răpiți de extratereștri (Ed. cartea de buzunar, București, 2003)
- OZN – obsesia generalilor (Ed. cartea de buzunar, București, 2003)
- Extratereștrii și religia (Ed. cartea de buzunar, București, 2005)
- Hoinărind prin Reșița pierdută (Ed. TIM, Reșița, 2006, ed2 2008, ed3 2010)
- Supercivilizații în Cosmos (Ed. pentru Știință S.I.T., București, 2007)
- Labirintul Cunoașterii (Ed. Paideia, București, 2009)
- Gândirea pluralistă (Ed. Tiparg, Pitești,2014)
- Informatica de sănătate din România, 50 de ani de istorie trăită (Ed. Universitară "Carol Davila", București, 2014)
- OZN - extratereștrii pregătesc invazia? (cu Emil Străinu, Ed. Triumf, București, 2014)
- OZN - răpirile extraterestre (cu Emil Străinu, Ed. Triumf, București, 2015)
- Fapte și Răspântii (Ed. TIM, Reșița, 2015)
- UFOs over Romania (Flying Disk Press, Anglia, 2016)
- Marea Spirală așteaptă (Ed. TIM, Reșița, 2016)
- OZN-uri deasupra Romaniei (Ed. Lifestyle, București, 2017)
- Enigma lumilor paralele (Ed. Școala Ardeleană, Cluj-Napoca, 2017)
- În așteptarea luminii (Ed. TIM, Reșița, 2018)
- UFOs über Rumänien (Ancient Mail Verlag, Germania, 2018)
- Hyper-civilizations An Answer to ET Contacts on Earth (Flying Disk Press, Anglia, 2019)
- OVNIs sobre Rumania (Flying Disk Press Latam, Argentina, 2019)
- OVNIs en Roumanie (Flying Disk France, 2020)
- OZN azi - Pentagonul recunoaște. Fenomene Aerospațiale Neidentificate: Mărturii, dovezi și confirmări oficiale (Ed. Dharana, București, 2020)
- Hipercivilizațiile și prezența extraterestră pe Pământ (Ed. Școala Ardeleană, Cluj-Napoca, 2020)
- Marea Spirală așteaptă (ediția a II-a) (Ed. Pavcon, București, 2020)
- Inteligențe cosmice (Ed. Tiparg, Pitești, 2021)
- Fenomene Aerospațiale Neidentificate – Un ghid esențial OZN (Ed. Dharana,  , 2021)
- De la biți la extratereștri – Memorii (Ed. Pavcon, București, 2022)
- De ce tac civilizațiile extraterestre? (ediția a II-a) (Ed. Pavcon, București, 2022)
- Despre geneza românilor (Ed. Eikon, 2023)
- Enna (miniroman, Ed. Literagraf, 2024)

## Legături externe
- Dan D. Farcaș - Ozn-uri de pe celălalt tărâm (pdf, carte, read online or download) - archive.org, accesat pe 17 iunie 2015
- "Taticul" extraterestrilor vorbeste despre omuletii verzi din Romania: “Exista OZN-uri. Am gasit si noi obiecte…”, 9 ianuarie 2014, CanCan
- Cu un matematician, despre extratereștri, Dia Radu, Formula AS - anul 2014, numărul 1107

## Vezi și
- Revista Magazin
- Talpa de robot